# Amorbia humerosana
Amorbia humerosana es una especie de polilla del género Amorbia, tribu Sparganothini, subfamilia Tortricinae.

## Distribución
Se distribuye por Estados Unidos.

## Taxonomía
Fue descrita por Clemens en 1860 y publicada en Proc. Acad. Nat. Sci. Philad. 12: 352.